# Fulgence Razakarivony
Fulgence Razakarivony MS (* 16. August 1963 in Betsiholany) ist Bischof von Ihosy.

## Leben
Fulgence Razakarivony trat der Ordensgemeinschaft der Missionare Unserer lieben Frau von La Salette am 19. September 1985 bei, legte die Profess 1990 ab und empfing am 8. August 1993 die Priesterweihe. 
Papst Benedikt XVI. ernannte ihn am 16. Juli 2011 zum Bischof von Ihosy. Der Bischof von Antsirabé, Philippe Ranaivomanana, weihte ihn am 6. November desselben Jahres zum Bischof; Mitkonsekratoren waren Philibert Randriambololona S.J., Alterzbischof von Fianarantsoa, und Fulgence Rabemahafaly, Erzbischof von Fianarantsoa.